# Závojenka olovová
Závojenka olovová (Entoloma sinuatum (Bull.) P. Kumm., 1871) je smrtelně jedovatá houba z čeledi závojenkovitých.

## Synonyma
- Agaricus fertilis Berk., (1860)
- Agaricus lividus Bull.,  1788
- Agaricus sinuatus Pers.,  1801
- Entoloma eulividum Noordel.,  1985
- Entoloma fertile Gillet,  1887
- Entoloma lividum (Bull.) Quél.,  1872
- Rhodophyllus sinuatus (Bull.) Quél.,  1888
- Rhodophyllus sinuatus Singer,  1951

## Popis
- Klobouk má v průměru 5 - 20 cm, v mládí je polokulovitý až kuželovitý, pak sklenutý s podvinutým okrajem, později plochý a zprohýbaný, se zaobleným hrbolem ve středu. Barvy se vyskytují od bělavé, nažloutlé, našedlé až okrové.Povrch je hedvábně lesklý, hladký, mastný.
- Lupeny jsou prořídlé, široce připojené, ale někdy i se zoubkem, vysoké, v mládí žlutavé, později narůžovělé, nakonec až hnědorůžové.
- Třeň je válcovitý 4 - 12 cm vysoký, 1 - 3 cm tlustý, dole kyjovitě ztluštělý, mohutný, zpočátku bílý, pak nažloutlý, vláknitý, zprvu plný, později dutý. Je křehký.
- Dužnina je bělavá, neměnná,
- chuť příjemná, slabě voní po mouce.

## Výskyt

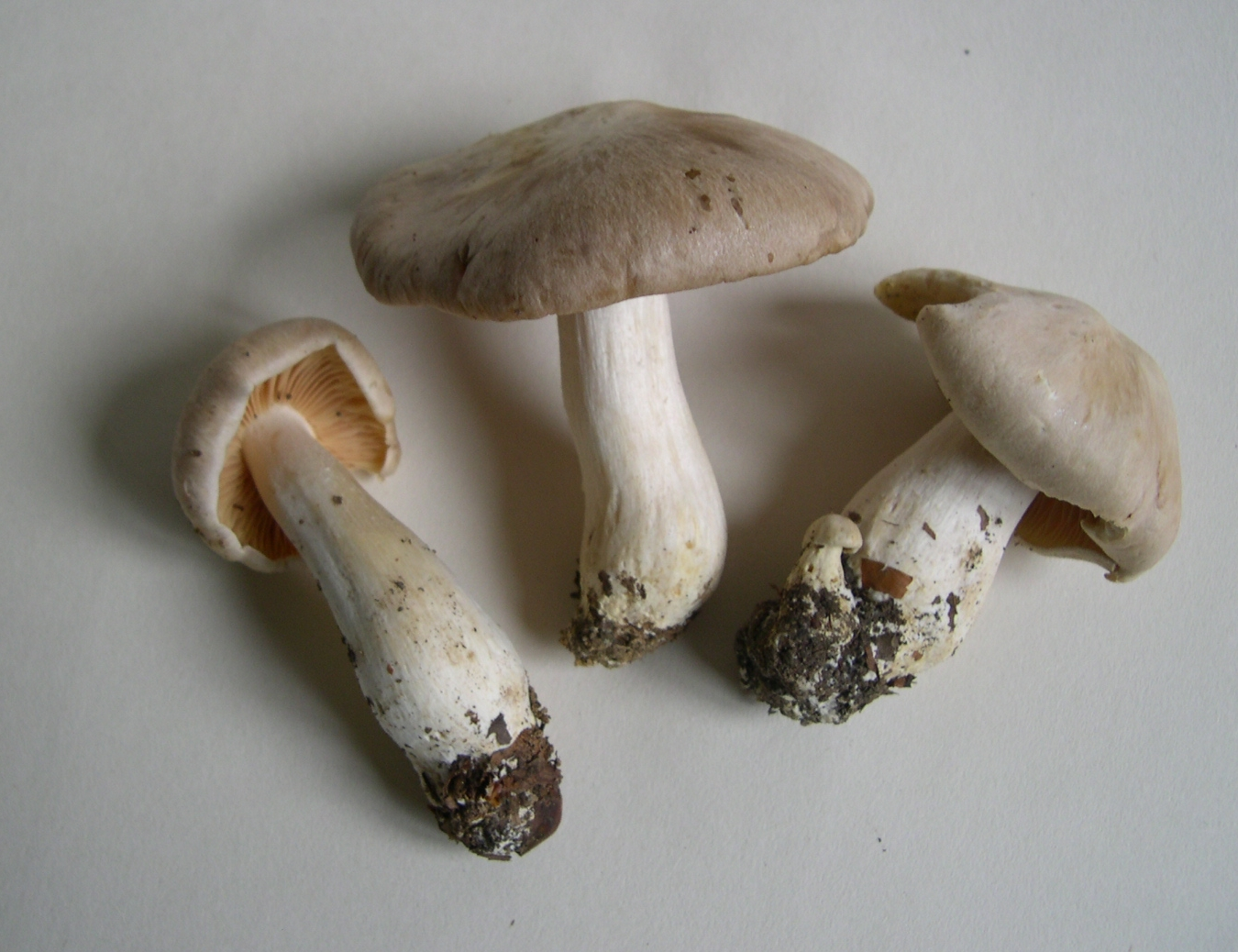
Závojenka olovová

V Česku roste nehojně, zejména v teplejších oblastech, a místy zcela chybí. Objevuje se roztroušeně ve skupinách nebo jednotlivě v červnu až září v listnatých lesích pod duby, habry a buky, na hrázích rybníků. Upřednostňuje vápencové podklady.

## Účinné látky
Je to silně jedovatá houba. Obsahuje dosud neznámý jed, který působí velice rychle, do dvou hodin po jídle se objevuje zvracení a další příznaky otravy, jež postihuje zažívací ústrojí. Jsou známa i ojedinělá úmrtí.

## Možnost záměny
Pozor na možnost záměny za mladé plodnice jedlého hřibu dubového rostoucí ve stejných místech a velmi podobné. Dále je možná záměna za všechny světle zbarvené jedlé houby, rostoucí mimo les, jako je závojenka podtrnka, čirůvka májovka, žampion polní, žampion ovčí.